# Medaryville
Medaryville – miasto w Stanach Zjednoczonych, w stanie Indiana, w hrabstwie Pulaski.